# Borzsa
A Borzsa (ukránul Боржава, Borzsava) folyó Ukrajnában a Tisza vízgyűjtő területén. Hossza 106 km, vízgyűjtő területe 1400 km². A Borzsa-havason ered az Asztag csúcs (г. Стій, 1681 m) mellett 1679 méteres magasságban. A folyó felső folyása hegyi jellegű, míg az alsó síksági jellegű. Vári mellett ömlik a Tiszába.